# ماتيو ماناسيرو
ماتيو مانسيرو (بالإيطالية: Matteo Manassero) (مواليد 19 أبريل 1993) لاعب غولف يلعب في الجولة الأوروبية. هو أصغر لاعب غولف فائز حدث الجولة الأوروبية.

## حياته ومسيرته المهنية
ولدَّ ماناسيرو في نيغرار، في مقاطعة فيرونا. بعد فترة قصيرة في نادي غولف فيلافرانكا، تعلمَ ماناسيرو اللعبة في نادي غرادغولف كانتري ‏ في سويانو ديل لاغو ‏ بعد الاستفادة من دروس نادي فرانكو مايستروني. 
تصدّر ماناسيرو ترتيب العالم لهواة الجولف في 30 ديسمبر2009 وأحتل المرتبة الأولى طوال 18 أسبوع، حتى أزيل من الترتيب بعد احترافه.

## روابط خارجية
- ماتيو ماناسيرو على موقع رابطة أوروبا للاعبي الغولف المحترفين (الإنجليزية)
- ماتيو ماناسيرو على موقع التصنيف العالمي الرسمي للغولف (الإنجليزية)
- ماتيو ماناسيرو على موقع اللجنة الأولمبية الدولية (الإنجليزية)
- ماتيو ماناسيرو على موقع أوليمبيديا (الإنجليزية)